# Elitserien i speedway 2003
Elitserien i speedway 2003

## Sluttabell 2003
1. Smederna, Eskilstuna, 39 poäng
2. Kaparna, Göteborg, 36
3. Masarna, Avesta, 30
4. Luxo Stars, Målilla, 24
5. VMS Elit, Vetlanda, 22
6. Vargarna, Norrköping, 22
7. Västervik, Västervik, 19
8. Indianerna, Kumla, 14
9. Rospiggarna, Hallstavik, 12
10. Valsarna, Hagfors, 6

## Svenska mästare 2003
- Kaparna